# ستيف بروسارد
ستيف بروسارد (بالإنجليزية: Steve Broussard)‏ هو لاعب كرة قدم أمريكية أمريكي، ولد في 22 فبراير 1967 في لوس أنجلوس في الولايات المتحدة.

## روابط خارجية
- ستيف بروسارد على موقع مرجع كرة القدم المحترفة.كوم (الإنجليزية)